# Гуиро
Гуи́ро (исп. güiro) — латиноамериканский музыкальный инструмент, первоначально изготовлявшийся из плодов горлянкового дерева, известного на Кубе и в Пуэрто-Рико под названием «игуэ́ро» (исп. higüero, лат. Crescentia cujete), с нанесёнными на поверхность засечками. Современные гуиро часто имеют вид металлической трубки с насечками либо деревянной рифлёной дощечки. Играющий на гуиро музыкант (обычно — певец) водит по нему скребком пуа (pua), извлекая характерный стрекочущий звук. Слово «гуиро» происходит из языка индейцев таино, населявших Антильские острова до европейской колонизации. Современные гуиро изготавливаются из разнообразных материалов: плодов горлянкового дерева, горлянки (лагенария обыкновенная), дерева, пластмассы и металла.
Традиционно в меренге чаще используется металлический гуиро, имеющий более резкий звук, а в сальсе и ча-ча-ча — деревянный либо традиционный, сделанный из игуэро. Другие названия гуиро: калабасо (calabazo), ральядера (ralladera) и раскадор (rascador).